# Polacantha xanthocerus
Polacantha xanthocerus là một loài ruồi trong họ Asilidae. Polacantha xanthocerus được Williston miêu tả năm 1901.